# St Mary’s Church (Berry Pomeroy)
St Mary’s Church ist eine anglikanische Kirche in dem Dorf Berry Pomeroy in der Nähe von Totnes in der Grafschaft Devon, England. Wegen einiger Ausstattungsmerkmale ist sie bei der englischen Denkmalschutzbehörde Historic England seit 1961 ein Grade I gelistetes Bauwerk. Allerdings ist die Kirche vom Verfall bedroht, weshalb sie auch als Heritage at Risk der „Kategorie C“ (gleichbedeutend mit einem langsamen Verfall ohne Aussicht auf Veränderung) gelistet ist.

## Geschichte
Die heutige Kirche wurde von Richard Pomeroy am Ende des 15. Jahrhunderts als Ersatzbau für eine an derselben Stelle befindliche ältere Kirche errichtet. Da im Domesday Book schon im 11. Jahrhundert eine angelsächsische Siedlung namens Beri nachgewiesen ist und ein befestigter Sitz (manor) vorhanden war, kann einer der Vorgängerbauten auch angelsächsischen Ursprunges sein, da viele dieser Siedlungen aus der Zeit ein steinernes Haus mit Kirche nebenan hatten. Der Turm ist offenbar älter als die Kirchenschiffe, denn es wird ein westlicher Eingang aus dem 13.–14. Jahrhundert erwähnt. Die Kirche erfuhr jeweils eine Renovierung im 17. Jahrhundert und in den Jahren 1878/79.
Eine kontinuierliche Folge von hauptamtlich in Berry Pomeroy tätigen Pastoren wird für eine Zeit von etwas mehr als 200 Jahren berichtet. Es waren dies  in chronologischer Abfolge:
- John Prince (1681–1723), an ihn erinnert eine Gedenktafel im Chorraum, er schrieb die Worthies of Devon[6][7]
- Joseph Fox (1723–1789)
- John Edwards (1789–1834)
- Edward Brown (1834–1843)
- William Burrough Cosens (1843–1861)
- Arthur J. Everett (1861–1896)
- Henry Stewart Prinsep (1896–1908), ein Neffe von Susan St Maur (Duchess of Somerset)

Heutzutage hat die Gemeinde keinen eigenen Priester mehr, sondern sie wird einschließlich Hochzeiten und Beerdigungen durch einen auswärtigen Pastor versorgt. Die Pflege der Substanz der Kirche wird durch einen Trägerverein vorgenommen.

## Das Bauwerk

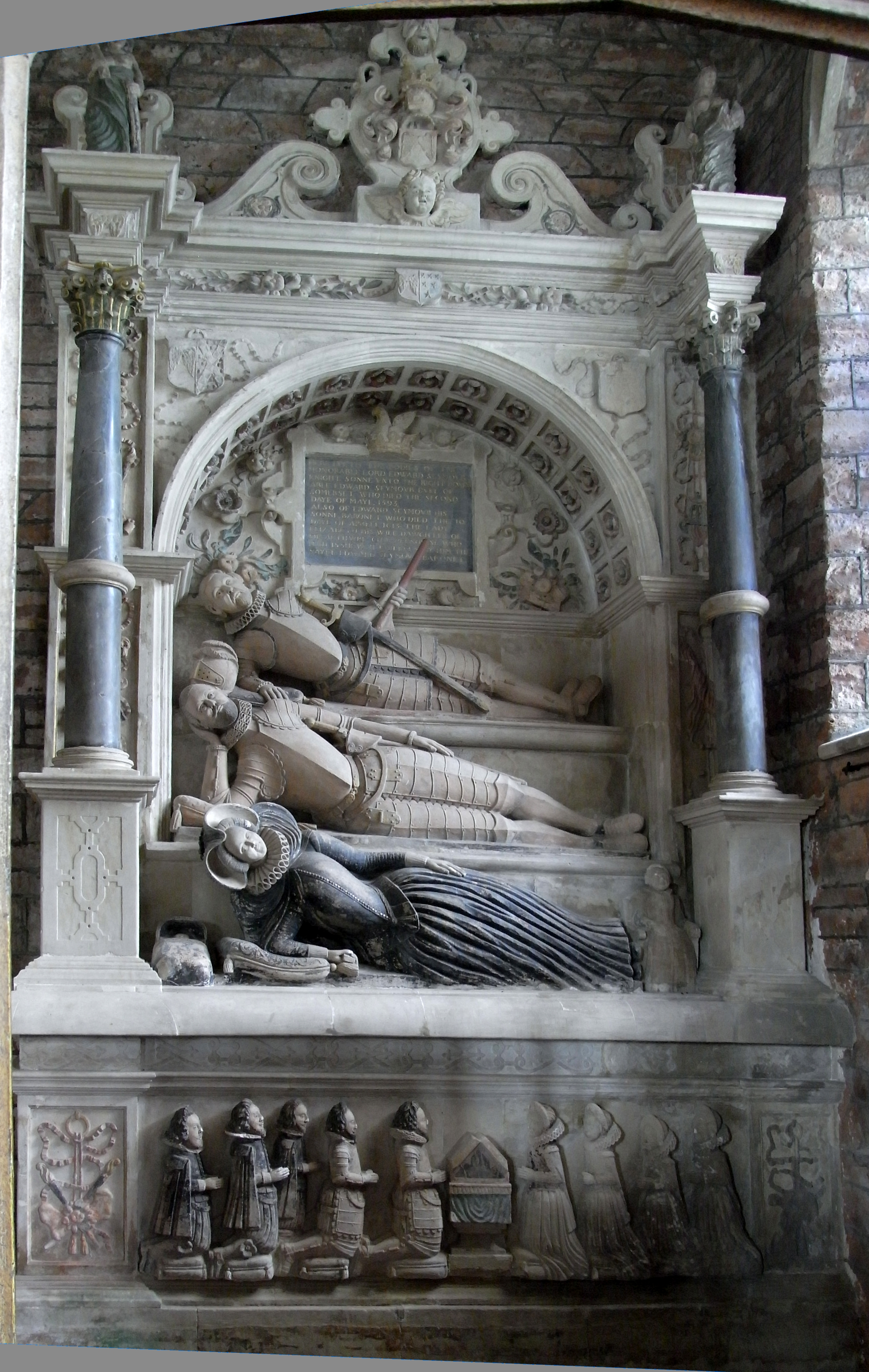
Grabmal von Lord Edward Seymour († 1593) mit Sohn und Schwiegertochter

Die dreischiffige Kirche ist im Baustil der Gotik gehalten, in der britischen Variante des Perpendicular Style. Das Hauptschiff beinhaltet auch den Chorraum, zudem es ein nördliches und ein südliches Seitenschiff gibt. Letztere tragen auf der Außenseite eine Brüstung. Der südliche Porticus hat ein Kreuzrippengewölbe mit einem Schlussstein, der das Wappen der Familie Pomeroy trägt. Im Kirchturm befinden sich insgesamt vier Glocken, die auf die Jahre 1635, 1829, 1750, 1607 datiert sind.
Der Lettner ist in seiner ganzen Länge von etwa 12 m erhalten und wird  von Pevsner wegen seiner besonderen Vollkommenheit im Raume Devon gelobt. Er ist in seiner Grundsubstanz unverändert von der Nord- bis zur Südwand erhalten und verfügt noch über alle ursprünglichen handwerklichen Details, wobei die Türen allerdings fehlen. Die Wandvertäfelung verfügt über bemalte figurale Darstellungen der Heiligen von Jakobus dem Jüngeren, Thomas, Stefan, Judas Thaddäus, Matthias, Maria Magdalena und Barbara. Zudem finden sich Darstellungen der 4 Kirchenväter – rsp. Kirchenlehrer – Gregor der Große, Ambrosius, Augustinus und Hieronymus von Stridon. Einige Säulenkapitelle tragen Namen von Personen, die ihren Beitrag zur Ausgestaltung der Kirche geleistet haben.
Zwei Grabmale sind zu erwähnen; das Grabmal von Richard Pomeroy ist an der Nordwand des Chorraumes zu finden. Es handelt sich um einen Steinsarkophag, der schon vor dem 18. Jahrhundert wesentlicher Schmuckelemente beraubt wurde. Das Epitaph von Lord Edward Seymour mit seinem Sohn Edward und der Schwiegertochter befindet sich an der Nordwand der Kirche am östlichen Ende des Seitenschiffes, wobei die figürlichen Darstellungen von Pevsner als ausgesprochen naiv bezeichnet werden.
Die Verglasung der Fenster weist noch Reste alter Fragmente auf, aber der größte Teil wurde von Christopher Whall (1897/1908) und seiner Tochter Veronica Whall (1926) neu gestaltet.
Ein Bildnis in Form einer Holzschnitzerei, die den heiligen Georg darstellt, erinnert an die Gefallenen des Ersten Weltkrieges. Es wurde im Jahre 1920 von dem Pfarrer W. T. Wellacott aus Totnes gestiftet. Eine Darstellung der Ereignisse zur Vorbereitung des D-Day durch amerikanische Soldaten, die in Berry Pomeroy stationiert waren, findet sich ebenfalls in der Kirche.

## Die Kirche heute
Der Trägerverein „The Friends of Berry Pomeroy“ befasst sich mit der Beschaffung von Geldmitteln zur Erhaltung der Kirche. Es wurden über £250.000 in die Reparatur des südseitigen Daches, des Turmes und des Glockengeläutes investiert, wobei diese Reparaturen inklusive des Einbaues einer Heizungsanlage hauptsächlich spendenfinanziert waren. Weitere Reparaturen sind projektiert.
Die Kirche und der Friedhof waren Drehort für die Schlussszene der Romanverfilmung Sinn und Sinnlichkeit nach der Geschichte von Jane Austen durch den Regisseur Ang Lee mit Emma Thompson, Kate Winslett und Hugh Grant.